# Carabus scheidleri
Carabus scheidleri  (лат.) — вид жуков-жужелиц из подсемейства настоящих жужелиц. Номинативный подвид распространён на севере и востоке Австрии, в юго-восточной Германии, на юге Богемии и юге Моравии, и в центральной и западной Венгрии. Подвид C. s. helleri распространён в Словакии, центральной, северной и восточной Моравии, на западе Богемии, 